# Robert Henry Clarence
Robert II, né sous le nom de Robert Henry Clarence le 6 septembre 1872 à Bluefields, et mort le 6 janvier 1908 à Kingston, en Jamaïque, fut le septième et dernier roi de la côte des Mosquitos du 8 juillet 1890 au 12 février 1894, date à laquelle il est déposé par les forces armées du Nicaragua.

## Biographie

### L’adolescence d’un roi
Fils unique du roi Jonathan Charles Frédéric, il n'a que 17 ans lorsque son père meurt le 8 juillet 1890. Proclamé roi, un conseil de régence est mis en place par les hauts dignitaires du royaume.

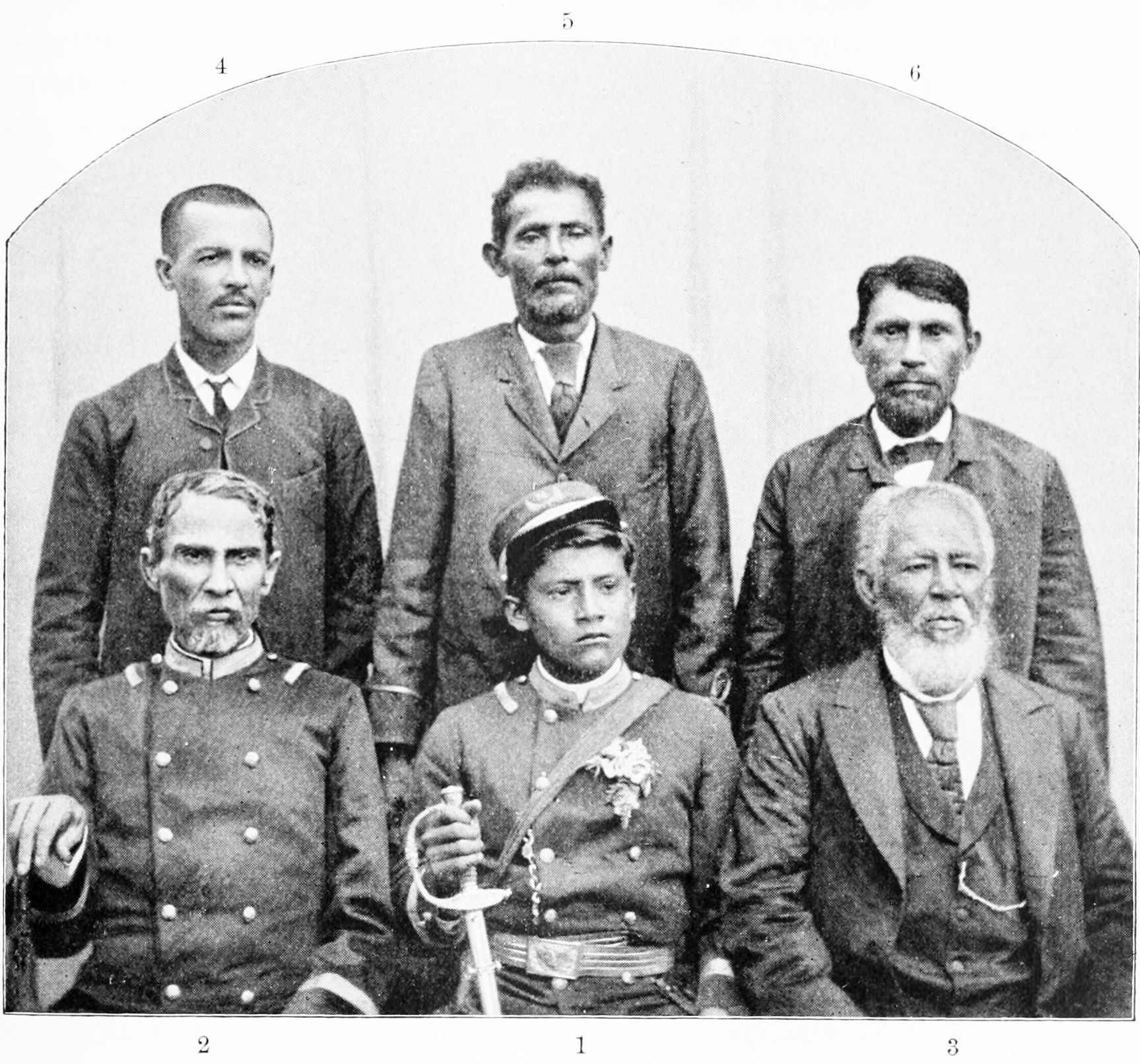
Le conseil royal : dernière ligne de gauche à droite : le prince Andrew Hendy, le roi Robert Henry et Charles Patterson, vice-président du conseil.

Couronné en novembre 1890, Robert Henry a régné sous l'influence de Charles Patterson, le vice-président du Conseil, jusqu’à ce qu’il devienne majeur et prenne les pleins pouvoirs, le 6 septembre 1893. 

### Crise et fin de la monarchie
Depuis 1860, le royaume est occupé militairement par les armées du Nicaragua. Cette période d'occupation dure jusqu'au 12 février 1894, date où le président nicaraguayen José Santos Zelaya assiège Bluefields, capitale du royaume, et annexe le territoire avec le Honduras.
Après sa chute, le roi fut sauvé par un navire de guerre britannique qui le déposa avec 200 réfugiés à Puerto Limon, au Costa Rica et plus-tard en Jamaïque. Le gouvernement britannique lui accorda une pension de 1 785 livres par an et resta nominalement à la tête de la "maison royale" jusqu'à sa mort. 

### Décès
L'ex-roi est décédé des suites d'une opération à l'Hôpital général public de Kingston, en Jamaïque, le 6 janvier 1908. Il s'est marié une fois avec Irene Morrison, avec qui il a eu une fille, la princesse Mary Clarence. Son cousin Robert Frédéric, lui succéda à la tête de la maison royale.